# Богуслав Зјелињски
Богуслав Михал Зјелињски (пољ. Bogusław Michał Zieliński; 1951) пољски је слависта и професор на Универзитету Адам Мицкјевич у Познању специјализован за јужнословенске теме.
Дипломирао је пољску филологију на Универзитету Адам Мицкјевич 1975. године, а годину дана касније на истом универзитету диполомирао је и социологију. Докторирао је 1998. године на тези: Српски историјски роман: Студије о изворима, идејама и правцима развоја. Директор је Института за словенску филологију Универзитета Адам Мицкјевич, где је прузимајући различите научне иницијативе, допринео стварању славистичке школе у Познању. Домен његових интересовања, али и интересовања његових истраживача повезаних са славистичком школом, јесте функционисање и међусобни односи између четири Славије: Slavia Latina, Slavia Orthodoxa, Slavia Islamica и Slavia Iudaica, као и трансформације, ажурирања и редефинисања јужнословенске аутовизије и њени односи са јужнословенским окружењем, западном и средњом Европом. Члан је бројних научних друштава и уредник неколико научних часописа.

## Одабрана дела
- Српски историјски роман: Студије о изворима, идејама и правцима развоја (Serbska powieść historyczna. Studia nad źródłami, ideami i kierunkami rozwoju, Познањ 1998.)

### Уредник и коуредник зборника
- Велики национални митови Славена (Wielkie mity narodowe Słowian) 1999.
- Језик, књижевност и култура Словена у прошлости и данас (Język, literatura i kultura Słowian dawniej i dziś) 2001.
- Славистичке студије на прагу новог века (Wielkie mity narodowe Słowian) 2001.
- Национални и транснационални модел културе: Централна Европа и Балканско полуострво, (Narodowy i ponadnarodowy model kultury. Europa Środkowa i Półwysep Bałkański) 2002.
- Око Македоније: снага културе - култура снаге, (Wokół Macedonii: siła kultury - kultura siły) 2002.
- Македонско питање: Моћ културе, Култура моћи, (The Macedonian Issue: the Power of Culture, the Culture of Power) 2003.
- Лингвистичка студија пољско-медитеранославија (Studia linguistica Polono-Meridianoslavica) 2003.
- , бр. 7-9, октобар 2003.
- Бугарска култура у нашим очима. Грађа са међународне студентске конференције (Kultura bułgarska w naszych oczach. Materiały z międzynarodowej konferencji studenckiej) 2004.
- Земља је прекривена ћилимом. Савремена књижевност Босне и Херцеговине (Kraj kilimem przykryty. Współczesna literatura Bośni i Hercegowiny(Idee wspólnotowe Słowiańszczyzn) 2004.
- Идеје заједнице славенског региона (Idee wspólnotowe Słowiańszczyzny) 2004.
- Јужнословенски научни часописи. Језик - Литература - Култура (Południowosłowiańskie Zeszyty Naukowe. Język – Literatura – Kultura) 2004.